# FCGR3A
FCGR3A (англ. Fc fragment of IgG receptor IIIa) – білок, який кодується однойменним геном, розташованим у людей на короткому плечі 1-ї хромосоми.  Довжина поліпептидного ланцюга білка становить 254 амінокислот, а молекулярна маса — 29 089.
| 10         |  | 20         |  | 30         |  | 40         |  | 50         |
| ---------- |  | ---------- |  | ---------- |  | ---------- |  | ---------- |
| MWQLLLPTAL |  | LLLVSAGMRT |  | EDLPKAVVFL |  | EPQWYRVLEK |  | DSVTLKCQGA |
| YSPEDNSTQW |  | FHNESLISSQ |  | ASSYFIDAAT |  | VDDSGEYRCQ |  | TNLSTLSDPV |
| QLEVHIGWLL |  | LQAPRWVFKE |  | EDPIHLRCHS |  | WKNTALHKVT |  | YLQNGKGRKY |
| FHHNSDFYIP |  | KATLKDSGSY |  | FCRGLFGSKN |  | VSSETVNITI |  | TQGLAVSTIS |
| SFFPPGYQVS |  | FCLVMVLLFA |  | VDTGLYFSVK |  | TNIRSSTRDW |  | KDHKFKWRKD |
| PQDK       |  |            |  |            |  |            |  |            |

A: Аланін

C: Цистеїн

D: Аспарагінова кислота

E: Глутамінова кислота

F: Фенілаланін

G: Гліцин

H: Гістидин

I: Ізолейцин

K: Лізин

L: Лейцин

M: Метіонін

N: Аспарагін

P: Пролін

Q: Глутамін

R: Аргінін

S: Серин

T: Треонін

V: Валін

W: Триптофан

Кодований геном білок за функцією належить до рецепторів. 
Задіяний у такому біологічному процесі як поліморфізм. 
Локалізований у клітинній мембрані, мембрані.
Також секретований назовні.